# Динтерантус
Динтерантус (лат. Dinteranthus) — род суккулентных растений семейства Аизовые, отнесенный к группе «живых камней», вместе с литопсами и конофитумами. Эти растения произрастают на ограниченной территории в Капской провинции Южно-Африканской Республики, в долине реки Оранжевой.

## Название
Родовое латинское (научное) название Dinteranthus происходит от имени профессора Курта Динтера (1868–1945), выдающегося немецкого ботаника, известного своими исследованиями в Намибии. Вторая часть названия происходит от греческого слова anthos, — «цветок».

## Ботаническое описание
Представители рода — компактные, карликовые многолетники с парами листьев, формирующих +/- сферические тела. Листья примерно 30 мм в длину и 20 мм в ширину, разделенные неглубокой или глубокой трещиной, из которой появляются цветки.

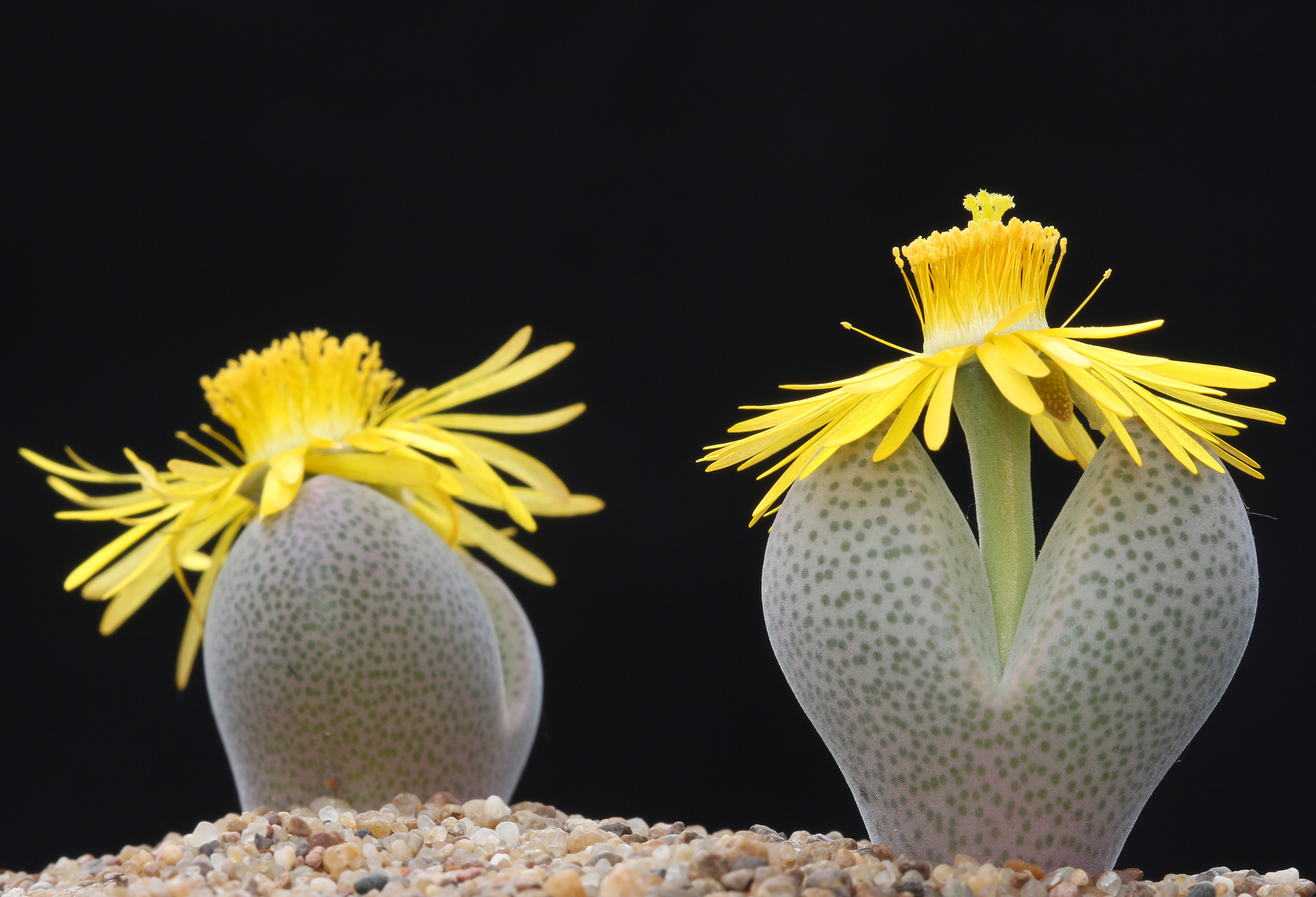
Dinteranthus microspermus

Цветки одиночные, конечные, на короткой, толстой, крылатой цветоножке, кажутся сидячими, имеют диаметр 30-50 мм, прицветниковые; они открываются поздно вечером и закрываются к вечеру. Чашелистиков 6-8 неравные, опушенные, некоторые с перепончатыми краями. Лепестки многочисленные, свободные или несколько сросшиеся у основания, раскидистые, от светло- до темно-желтых. Тычинки сосочковые или у основания голые, собраны в конус. Нектарник представляет собой зубчатое кольцо. Завязь сверху выпуклая или несколько коническая; плаценты теменные; рыльцев 6—15, шиловидные, расходящиеся, сосочковые или перистые. Плод — 6-15-гнездная коробочка, схожая с плодами рода Delosperma. Семена в каждом гнезде многочисленны, мелкие, мелкошероховатые, белые или коричневатые.

## Таксономия
Dinteranthus Schwantes, первое упоминание в Z. Sukkulentenk. 2: 184. 1926.

### Виды
Согласно данным сайта WFO Plantlist на июнь 2023 года, род состоит из 6 видов:
- Dinteranthus inexpectatus (Dinter) Schwantes
- Dinteranthus microspermus (Dinter & Derenb.) Schwantes typus
- Dinteranthus pole-evansii (N.E.Br.) Schwantes
- Dinteranthus puberulus N.E.Br.
- Dinteranthus vanzylii (L.Bolus) Schwantes
- Dinteranthus wilmotianus L.Bolus